# Gränge-Säfsnäs församling
Gränge-Säfsnäs församling är en församling i Västerbergslagens kontrakt i Västerås stift. Församlingen ligger i Ludvika kommun i Dalarnas län och utgör ett eget pastorat. 

## Administrativ historik
Församlingen bildades den 1 januari 2010 genom sammanslagning av Grangärde, Grängesbergs och Säfsnäs församlingar och utgör därefter ett eget pastorat.

## Kyrkobyggnader
- Grangärde kyrka
- Grängesbergs kyrka
- Säfsnäs kyrka
- Saxdalens kapell